# Milavac
Milavac (em cirílico: Милавац) é uma vila da Sérvia localizada no município de Ljig, pertencente ao distrito de Kolubara, na região de Šumadija Kačer. A sua população era de 209 habitantes segundo o censo de 2011.

## Demografia
| 1948 | 1953 | 1961 | 1971 | 1981 | 1991 | 2002 | 2011 |
| ---- | ---- | ---- | ---- | ---- | ---- | ---- | ---- |
| 341  | 330  | 316  | 397  | 361  | 248  | 223  | 209  |